# Saekano: How to Raise a Boring Girlfriend
Saekano: How to Raise a Boring Girlfriend (冴えない彼女の育てかた?, Saenai hiroin no sodatekata, lett. "Come addestrare un'eroina noiosa"), altresì nota semplicemente come Saekano (冴えカノ?), è una serie di light novel scritta da Fumiaki Maruto e illustrata da Kurehito Misaki, pubblicata in tredici volumi da Fujimi Shobō, sotto l'etichetta Fujimi Fantasia Bunko, tra il 20 luglio 2012 e il 20 ottobre 2017. Quattro adattamenti manga sono stati pubblicati da Fujimi Shobo, Kadokawa Shoten e Square Enix. Un adattamento anime, prodotto da A-1 Pictures, è stato trasmesso in Giappone in due stagioni nel contenitore noitaminA di Fuji TV tra l'8 gennaio 2015 e il 22 giugno 2017, mentre un lungometraggio animato che prosegue dopo la seconda stagione dal titolo Gekijouban Saenai Heroine no Sodatekata Fine è uscito in anteprima in Giappone il 26 ottobre 2019.  Un videogioco per PlayStation Vita è stato pubblicato nel 2015.

## Trama
Durante le vacanze primaverili, Tomoya Aki, un otaku che lavora part-time per racimolare i soldi necessari per comprarsi manga, incontra per caso una bellissima ragazza di nome Megumi, che un mese dopo scoprirà essere una sua compagna di classe. Tomoya, pur venendo a sapere che Megumi difficilmente viene notata dagli altri compagni a scuola, decide di prenderla come modello per l'eroina principale del videogioco che ha intenzione di creare, Cherry Blessing, chiedendo rispettivamente a Eriri Spencer Sawamura, un famoso membro del club d'arte, e a Utaha Kasumigaoka, una giovane scrittrice emergente, di diventare l'illustratrice e la sceneggiatrice del suo ambizioso progetto. Una volta creato il gruppo Blessing Software, i tre fissano come data di scadenza per la pubblicazione del gioco quella del prossimo Comiket invernale.

## Personaggi

### Personaggi principali

I personaggi principali (da sinistra verso destra): Utaha, Michiru, Tomoya, Megumi ed Eriri

I personaggi principali della serie sono i membri del gruppo Blessing Software, il cui obiettivo è quello di produrre una visual novel che abbia come eroina principale un personaggio basato su Megumi.
Tomoya Aki (安芸 倫也?, Aki Tomoya)
Doppiato da: Yoshitsugu Matsuoka
Uno studente della classe 2B dell'accademia Toyogasaki (豊ヶ崎学園?, Toyogasaki gakuen), nonché un otaku che ama leggere manga e light novel, guardare anime e giocare ai galge (videogiochi basati sull'interazione con ragazze attraenti dallo stile anime). È un fan sfegatato del romanzo Koisuru metronome di Utaha. Ricopre i ruoli di rappresentante, produttore, direttore e programmatore nel gruppo Blessing Software. È anche il manager della band di Michiru "Icy Tail".
Megumi Katō (加藤 恵?, Katō Megumi)
Doppiata da: Kiyono Yasuno
Una compagna di classe di Tomoya che, pur essendo piuttosto carina, in classe non spicca per niente. Sebbene non sappia quasi nulla della cultura otaku, non tiene mai Tomoya a distanza. È il modello del personaggio Meguri, una delle eroine principali del videogioco del gruppo Blessing Software.
Eriri Spencer Sawamura (澤村・スペンサー・英梨々?, Sawamura Supensā Eriri)
Doppiata da: Saori Ōnishi
Un'amica d'infanzia di Tomoya. È una studentessa della classe 2G, nonché la pittrice più promettente del club di arte. Ha i capelli biondi e suo padre è di origine inglese, mentre sua madre è giapponese. Utaha qualche volta la stuzzica approfittandosi del fatto che ha un seno piccolo. È un'otaku ed è la rappresentante del gruppo "egoistic-lily", all'interno del quale utilizza lo pseudonimo Eri Kashiwagi (柏木 エリ?, Kashiwagi Eri). A scuola, però, è molto popolare e tenta di nascondere il suo lato otaku il più possibile, pretendendo di essere una giovane donna raffinata. È anche l'illustratrice del gruppo Blessing Software.
Utaha Kasumigaoka (霞ヶ丘 詩羽?, Kasumigaoka Utaha)
Doppiata da: Ai Kayano
Una studentessa della classe 3C, nonché una giovane scrittrice emergente che pubblica i suoi romanzi sotto il nome d'arte di Utako Kasumi (霞 詩子?, Kasumi Utako). La sua prima light novel, Koisuru metronome (恋するメトロノーム?, Koisuru metoronōmu, lett. "Il metronomo innamorato"), è stata pubblicata sotto l'etichetta Fushikawa Fantastic Bunko ed ha venduto più di 500 000 copie. Oltre ad essere una ragazza sia molto intelligente che bella, è anche la studentessa più brillante della scuola, ragion per cui in sua presenza la maggior parte degli altri studenti si sente sempre in soggezione. Il suo aspetto dà l'impressione che sia una ragazza tranquilla, ma in realtà ha una lingua piuttosto tagliente. Ha iniziato a chiamare Tomoya "Rinri-kun" (倫理君? lett. "Mr. etica") da quando questi si è rifiutato categoricamente di leggere il suo ultimo volume di Koisuru metronome prima che venisse pubblicato. È la sceneggiatrice del videogioco del gruppo Blessing Software.
Michiru Hyōdō (氷堂 美智留?, Hyōdō Michiru)
Doppiata da: Sayuri Yahagi
La cugina di Tomoya. È una studentessa del secondo anno del liceo femminile Tsubaki (椿姫女子高校?, Tsubaki joshi kōkō). È una ragazza molto versatile che tuttavia ottiene sempre cattivi risultati a scuola. È brava praticamente in tutto e non si appassiona mai a qualcosa troppo a lungo, ma nel corso dell'ultimo anno ha trascorso la maggior parte del suo tempo a cantare le sue canzoni preferite e a suonare la chitarra nella band "Icy Tail". In passato aveva dei pregiudizi nei confronti della cultura otaku e non era per niente felice che Tomoya fosse uno di loro, ma dopo aver saputo che anche Tokino, Echika e Ranko condividevano la sua stessa passione, ha iniziato a non pensarci più di tanto. È la compositrice della colonna sonora del videogioco del gruppo Blessing Software.
Izumi Hashima (波島 出海?, Hashima Izumi)
Doppiata da: Chinatsu Akasaki
Una studentessa della classe 3A della scuola media Honoda (穂野田中学校?, Honoda chūgakkō) che è più piccola di due anni rispetto a Tomoya. È un'otaku e un membro del gruppo "Fancy Wave" (ファンシーウェーブ?, Fanshī Wēbu). È proprio grazie all'influenza di Tomoya se ha iniziato ad interessarsi alla cultura otaku, ecco perché glien'è grata dal profondo del cuore. Si è innamorata di Little Love Rhapsody (リトルラブ・ラプソディ?, Ritoru Rabu Rapusodi), una serie di videogiochi prodotta dalla Sonar per PlayStation Portable, sin da quando Tomoya le ha regalato Little Love Rhapsody 2 e una PlayStation Portable per il suo compleanno. È in competizione con Eriri, tanto che decide di confrontarsi con lei, in occasione del prossimo Comiket invernale, diventando l'illustratrice del gruppo "Rouge en rouge" di suo fratello Iori.

### Rouge en rouge
Rouge en rouge è un gruppo di persone indipendenti molto famoso che ha intenzione di pubblicare il videogioco Towa to setsuna no évangile (永遠と刹那のエヴァンジル?, Towa to setsuna no ebanjiru, lett. "Il vangelo dell'eternità e fugacità"), illustrato da Izumi, al prossimo Comiket invernale.
Iori Hashima (波島 伊織?, Hashima Iori)
Doppiato da: Tetsuya Kakihara
Il fratello di Izumi. È il rappresentante del Rouge en rouge.
Akane Kōsaka (紅坂 朱音?, Kōsaka Akane)
Un mangaka di successo. È il fondatore del Rouge en rouge.

### Fushikawa Shoten
Fushikawa Shoten (不死川書店?) è una casa editrice che pubblica le sue light novel sotto l'etichetta Fushikawa Fantastic Bunko (不死川ファンタスティック文庫?).
Sonoko Machida (町田 苑子?, Machida Sonoko)
Doppiata da: Hōko Kuwashima
L'editrice di Utaha.

### Icy Tail
Icy Tail (アイシー・テール?, Aishī Tēru) è una band femminile formata da tutti otaku ad eccezione di Michiru. Il manager del gruppo è Tomoya.
Tokino Himekawa (姫川 時乃?, Himekawa Tokino)
La chitarrista delle Icy Tail. È una ragazza dal fisico mingherlino.
Echika Mizuhara (水原 叡智佳?, Mizuhara Echika)
La bassista delle Icy Tail. È già impegnata con un ragazzo.
Ranko Morioka (森丘 藍子?, Morioka Ranko)
La batterista delle Icy Tail. È una ragazza calma e tranquilla.

### Classe 2B
Yoshihiko Kamigō (上郷 喜彦?, Kamigō Yoshihiko)
Doppiato da: Yūma Uchida
Un amico di Tomoya.

### Personaggi diCherry Blessing
Cherry Blessing (cherry blessing 〜巡る恵みの物語〜?, cherry blessing - meguru megumi no monogatari, lett. "Cherry Blessing: la storia della reincarnazione di una benedizione") è la visual novel sviluppata dal gruppo Blessing Software.
Seiji Azumi (安曇 誠司?, Azumi Seiji)
Il protagonista del videogioco. È una reincarnazione di Sōma che ha vaghi ricordi dei suoi antenati. Il suo modello è Tomoya.
Sōma Hinoe (丙 双真?, Hinoe Sōma)
Il bisnonno di Seiji. Ha ereditato l'abilità soprannaturale di ricordare le esperienze dei suoi antenati, ragion per cui possiede ricordi vividi anche dei suoi avi più lontani.
Meguri Kanō (叶 巡璃?, Kanō Meguri)
Una delle due eroine principali, nonché una compagna di classe di Seiji. È la reincarnazione di Ruri che ha vaghi ricordi dei suoi antenati. Il suo modello è Megumi.
Ruri Hinoe (丙 瑠璃?, Hinoe Ruri)
Una delle due eroine principali, nonché la bisnonna di Meguri. È la sorella di Sōma e la sua fidanzata ufficiale, che lo ama profondamente. Ha ereditato l'abilità soprannaturale di ricordare le esperienze dei suoi antenati, ragion per cui possiede ricordi vividi anche dei suoi avi più lontani. Il suo modello è Utaha.
Kirari Spider Kawamura (河村・スパイダー・きらり?, Kawamura Supaidā Kirari)
Una delle eroine, nonché un'amica d'infanzia di Seiji. Il suo modello è Eriri.
Kaho Hibarigaoka (雲雀ヶ丘 歌穂?, Hibarigaoka Kaho)
Una delle eroine che chiama Seiji "Seijitsu-kun" (誠実君? lett. "Mr. sincerità). Il suo modello è Utaha.
Miharu Endō (炎藤 美晴留?, Endō Miharu)
Una delle eroine, nonché la cugina di Seiji. Il suo modello è Michiru.

### Altri personaggi
Keiichi Katō (加藤 圭一?, Katō Keiichi)
Doppiato da: Sōma Saitō
Il cugino di Megumi. È uno studente dell'università di medicina Jōhoku (城北医科大学?, Jōhoku ika daigaku).
Sayuri Sawamura (澤村 小百合?, Sawamura Sayuri)
Doppiata da: Mai Nakahara
La madre di Eriri. È una fujoshi, cioè una fan di manga e romanzi incentrati su relazioni romantiche tra uomini.

## Media

### Light novel
La serie di light novel è stata scritta da Fumiaki Maruto con le illustrazioni di Kurehito Misaki e pubblicata in tredici volumi da Fujimi Shobō, sotto l'etichetta Fujimi Fantasia Bunko, tra il 20 luglio 2012 e al 18 marzo 2017 ne sono stati messi in vendita in tutto dodici, più una raccolta di storie brevi.
| Nº | Data di prima pubblicazione | Data di prima pubblicazione | Data di prima pubblicazione |
| Nº | Giapponese                  | Giapponese                  |                             |
| -- | --------------------------- | --------------------------- | --------------------------- |
| 1  | 20 luglio 2012              | ISBN 978-4-04-071078-5      |                             |
| 2  | 20 novembre 2012            | ISBN 978-4-04-071081-5      |                             |
| 3  | 19 marzo 2013               | ISBN 978-4-04-071090-7      |                             |
| 4  | 20 luglio 2013              | ISBN 978-4-04-071091-4      |                             |
| 5  | 20 novembre 2013            | ISBN 978-4-04-712956-6      |                             |
| 6  | 19 aprile 2014              | ISBN 978-4-04-070096-0      |                             |
| FD | 20 agosto 2014              | ISBN 978-4-04-070282-7      |                             |
| 7  | 20 dicembre 2014            | ISBN 978-4-04-070425-8      |                             |
| 8  | 20 giugno 2015              | ISBN 978-4-04-070426-5      |                             |
| 9  | 20 novembre 2015            | ISBN 978-4-04-070743-3      |                             |
| 10 | 20 luglio 2016              | ISBN 978-4-04-070742-6      |                             |
| 11 | 19 novembre 2016            | ISBN 978-4-04-072076-0      |                             |
| 12 | 18 marzo 2017               | ISBN 978-4-04-072077-7      |                             |
| 13 | 20 ottobre 2017             | ISBN 978-4-04-072339-6      |                             |

Una serie spin-off, intitolata Saenai heroine no sodatekata: Girls Side (冴えない彼女の育てかた Girls Side?, Saenai hiroin no sodatekata Girls Side), è stata pubblicata tra il 20 febbraio 2015 e il 20 giugno 2017.
| Nº | Data di prima pubblicazione | Data di prima pubblicazione | Data di prima pubblicazione |
| Nº | Giapponese                  | Giapponese                  |                             |
| -- | --------------------------- | --------------------------- | --------------------------- |
| 1  | 20 febbraio 2015            | ISBN 978-4-04-070520-0      |                             |
| 2  | 19 marzo 2016               | ISBN 978-4-04-070840-9      |                             |
| 3  | 20 giugno 2017              | ISBN 978-4-04-072338-9      |                             |

### Manga
Un adattamento manga, disegnato da Takeshi Moriki, è stato serializzato sulla rivista Monthly Dragon Age di Fujimi Shobō dal 9 gennaio 2013 al 9 agosto 2016. I vari capitoli sono stati raccolti in otto volumi tankōbon, pubblicati tra il 9 agosto 2013 e il 19 novembre 2016.
| Nº | Data di prima pubblicazione | Data di prima pubblicazione | Data di prima pubblicazione |
| Nº | Giapponese                  | Giapponese                  |                             |
| -- | --------------------------- | --------------------------- | --------------------------- |
| 1  | 9 agosto 2013               | ISBN 978-4-04-712893-4      |                             |
| 2  | 9 aprile 2014               | ISBN 978-4-04-070081-6      |                             |
| 3  | 9 settembre 2014            | ISBN 978-4-04-070340-4      |                             |
| 4  | 9 gennaio 2015              | ISBN 978-4-04-070341-1      |                             |
| 5  | 9 giugno 2015               | ISBN 978-4-04-070598-9      |                             |
| 6  | 5 dicembre 2015             | ISBN 978-4-04-070599-6      |                             |
| 7  | 9 giugno 2016               | ISBN 978-4-04-070914-7      |                             |
| 8  | 19 novembre 2016            | ISBN 978-4-04-072080-7      |                             |

Un manga spin-off dal titolo Saenai heroine no sodatekata: egoistic‐lily (冴えない彼女の育てかた～egoistic‐lily～?, Saenai hiroin no sodatekata: egoistic‐lily), disegnato da Niito, è stato serializzato sul Young Ace di Kadokawa Shoten dal 4 febbraio 2013 al 2 maggio 2014. Tre volumi tankōbon sono stati pubblicati tra il 2 luglio 2013 e il 4 giugno 2014.
| Nº | Data di prima pubblicazione | Data di prima pubblicazione | Data di prima pubblicazione |
| Nº | Giapponese                  | Giapponese                  |                             |
| -- | --------------------------- | --------------------------- | --------------------------- |
| 1  | 2 luglio 2013               | ISBN 978-4-04-120784-0      |                             |
| 2  | 4 dicembre 2013             | ISBN 978-4-04-120999-8      |                             |
| 3  | 4 giugno 2014               | ISBN 978-4-04-121089-5      |                             |

Un altro manga spin-off, intitolato Saenai heroine no sodatekata: koisuru metronome (冴えない彼女の育てかた 恋するメトロノーム?, Saenai hiroin no sodatekata: koisuru metronome) e disegnato da Sabu Musha, è stato serializzato su Big Gangan, edito da Square Enix, dal 24 agosto 2013 al 25 aprile 2018. Dieci volumi tankōbon sono stati pubblicati tra il 19 aprile 2014 e il 25 giugno 2018.
| Nº | Data di prima pubblicazione | Data di prima pubblicazione | Data di prima pubblicazione |
| Nº | Giapponese                  | Giapponese                  |                             |
| -- | --------------------------- | --------------------------- | --------------------------- |
| 1  | 19 aprile 2014              | ISBN 978-4-7575-4296-9      |                             |
| 2  | 20 agosto 2014              | ISBN 978-4-7575-4402-4      |                             |
| 3  | 20 dicembre 2014            | ISBN 978-4-7575-4520-5      |                             |
| 4  | 20 giugno 2015              | ISBN 978-4-7575-4664-6      |                             |
| 5  | 25 dicembre 2015            | ISBN 978-4-7575-4847-3      |                             |
| 6  | 19 luglio 2016              | ISBN 978-4-7575-5063-6      |                             |
| 7  | 18 marzo 2017               | ISBN 978-4-7575-5296-8      |                             |
| 8  | 20 giugno 2017              | ISBN 978-4-7575-5398-9      |                             |
| 9  | 25 dicembre 2017            | ISBN 978-4-7575-5563-1      |                             |
| 10 | 25 giugno 2018              | ISBN 978-4-7575-5729-1      |                             |

Un adattamento manga di Saenai heroine no sodatekata: Girls Side (冴えない彼女の育てかた Girls Side?), sempre disegnato da Moriki, è stato serializzato sul Monthly Dragon Age dal 9 settembre 2016 al 9 giugno 2017. Due volumi tankōbon sono stati pubblicati rispettivamente l'8 aprile e il 7 luglio 2017.
| Nº | Data di prima pubblicazione | Data di prima pubblicazione | Data di prima pubblicazione |
| Nº | Giapponese                  | Giapponese                  |                             |
| -- | --------------------------- | --------------------------- | --------------------------- |
| 1  | 8 aprile 2016               | ISBN 978-4-04-072210-8      |                             |
| 2  | 7 luglio 2017               | ISBN 978-4-04-072350-1      |                             |

### Anime
Un adattamento anime, prodotto da A-1 Pictures e diretto da Kanta Kamei, è andato in onda dall'8 gennaio al 26 marzo 2015. Le sigle di apertura e chiusura sono rispettivamente Kimi iro signal (君色シグナル?, Kimiiro shigunaru) di Luna Haruna e Colorful. (カラフル。?, Karafuru.) di Miku Sawai. Gli episodi sono stati trasmessi in streaming in simulcast da Aniplex of America su Aniplex Channel, Crunchyroll e Hulu e da Madman Entertainment su AnimeLab.
Una seconda stagione, intitolata Saekano: How to Raise a Boring Girlfriend.flat (冴えない彼女の育てかた♭?, Saenai hiroin no sodatekata furatto) e annunciata a un evento della serie tenutosi il 3 maggio 2015, è andata in onda dal 13 aprile al 22 giugno 2017. Le sigle di apertura e chiusura sono rispettivamente Stella Breeze (ステラブリーズ?, Sutera Burīzu) di Luna Haruna e Sakurairo diary (桜色ダイアリー?, Sakurairo daiarī) del gruppo di idol Mōsō Calibration. Gli episodi sono stati trasmessi in streaming in simulcast da Amazon negli Stati Uniti su Anime Strike e in altre parti del mondo, anche coi sottotitoli in lingua italiana, su Amazon Video.
Nel 2019 è uscito il film Gekijouban Saenai Heroine no Sodatekata Fine  (冴えない彼女の育てかた Fine), ambientato subito dopo la fine della seconda stagione, che conclude la storia.
Il film è attualmente inedito in Italia.

#### Episodi
| Nº | Titolo italiano Giapponese 「Kanji」 - Rōmaji                                                                | In onda          | In onda |
| Nº | Titolo italiano Giapponese 「Kanji」 - Rōmaji                                                                | Giapponese       |         |
| 0  | Fanservice di amore e gioventù 「愛と青春のサービス回」 - Ai to seishun no sābisu kai                        | 8 gennaio 2015   |         |
| 1  | Prologo pieno di errori 「間違いだらけのプロローグ」 - Machigaidarake no purorōgu                            | 15 gennaio 2015  |         |
| 2  | Una ragazza senza flag attivate 「フラグの立たない彼女」 - Furagu no tatanai kanojo                          | 22 gennaio 2015  |         |
| 3  | Riprendere il climax 「クライマックスはリテイクで」 - Kuraimakkusu wa riteiku de                             | 29 gennaio 2015  |         |
| 4  | Budget, scadenze e sviluppo 「予算と納期と新展開」 - Yosan to nōki to shin tenkai                            | 5 febbraio 2015  |         |
| 5  | L’appuntamento dei sentieri incrociati 「すれ違いのデートイベント」 - Surechigai no dēto ibento              | 12 febbraio 2015 |         |
| 6  | La scelta notturna dei due 「二人の夜の選択肢」 - Futari no yoru no sentakushi                               | 19 febbraio 2015 |         |
| 7  | Amico, nemico o nuovo personaggio? 「敵か味方か新キャラか」 - Teki ka mikata ka shin kyara ka                | 26 febbraio 2015 |         |
| 8  | La modalità traumatica di reminiscenza del gregario 「当て馬トラウマ回想モード」 - Ateuma torauma kaisō mōdo | 5 marzo 2015     |         |
| 9  | Route separate dopo otto anni 「八年ぶりの個別ルート」 - Hachi-nen-buri no kobetsu rūto                      | 12 marzo 2015    |         |
| 10 | Una melodia di ricordi e sostegno 「思い出とテコ入れのメロディ」 - Omoide to tekoire no merodi               | 19 marzo 2015    |         |
| 11 | Pronti a risolvere le sottotrame 「伏線回収準備よし」 - Fukusen kaishū junbi yoshi                           | 26 marzo 2015    |         |
| 12 | Gli alti e bassi alla fine di ogni giornata 「波乱と激動の日常エンド」 - Haran to gekidō no nichijō endo     | 26 marzo 2015    |         |

Seconda stagione
| Nº | Titolo italiano Giapponese 「Kanji」 - Rōmaji                                                                | Prima visione             | Prima visione |
| Nº | Titolo italiano Giapponese 「Kanji」 - Rōmaji                                                                | Giapponese                |               |
| 0  | Fanservice di amore e cuore puro 「恋と純情のサービス回」 - Koi to junjō no sābisu kai                       | 6 aprile 2017 (streaming) |               |
| 1  | Come si sono conosciute due rivali noiose 「冴えない竜虎の相見えかた」 - Saenai ryūko no aimamiekata         | 13 aprile 2017            |               |
| 2  | Un punto di svolta vero e sincero 「本気で本当な分岐点」 - Honki de hontō na bunkiten                        | 20 aprile 2017            |               |
| 3  | Prima versione, seconda versione e una lunga riflessione 「初稿と二稿と大長考」 - Shokō to nikō to dai chōkō | 27 aprile 2017            |               |
| 4  | Una nuova route da due notti e tre giorni 「二泊三日の新ルート」 - Nihaku mikka no shin rūto                 | 4 maggio 2017             |               |
| 5  | Prima la scadenza o il risveglio? 「締め切りが先か、覚醒が先か」 - Shimekiri ga saki ka, kakusei ga saki ka  | 11 maggio 2017            |               |
| 6  | Scadenza innevata 「雪に埋もれたマスターアップ」 - Yuki ni umoreta masutāappu                                | 18 maggio 2017            |               |
| 7  | Un nuovo piano macchiato dalla vendetta 「リベンジまみれの新企画」 - Ribenji-mamire no shin kikaku           | 25 maggio 2017            |               |
| 8  | La ragazza che non ha disattivato le flag 「フラグを折らなかった彼女」 - Furagu o oranakatta kanojo          | 1º giugno 2017            |               |
| 9  | Diploma e un importante sviluppo 「卒業式と超展開」 - Sotsugyōshiki to chō tenkai                            | 8 giugno 2017             |               |
| 10 | E le due rivali affronteranno Dio 「そして竜虎は神に挑まん」 - Soshite ryūko wa kami ni idoman               | 15 giugno 2017            |               |
| 11 | Ricominciare e iniziare il gioco 「再起と新規のゲームスタート」 - Saiki to shinki no gēmu sutāto             | 22 giugno 2017            |               |

### Videogioco
Un videogioco basato sulla serie, annunciato sulla rivista Famitsū e prodotto da 5pb., è stato pubblicato per PlayStation Vita nella primavera del 2015.